# François-Jacques Ducellier
François-Jacques Ducellier est un homme politique français né le 17 mai 1726 à Caen (Calvados) et décédé le 26 mars 1801 à Paris.
Avocat, il s'occupe aussi d'agriculture. Il est élu député du tiers état aux États généraux de 1789 pour la prévôté et vicomté de Paris. Il s'oppose aux réformes révolutionnaires.

## Sources
- « François-Jacques Ducellier », dans Adolphe Robert et Gaston Cougny, Dictionnaire des parlementaires français, Edgar Bourloton, 1889-1891 [détail de l’édition]